# Зэфки, Ангелос
Ангелос Зэфки (греч. Άγγελος Ζευκή; 15 апреля 2003, Никосия) — кипрский футболист, нападающий клуба «Олимпиакос» Никосия.

## Биография

### Клубная карьера
Воспитанник столичной «Омонии». Профессиональную карьеру начал в сезоне 2020/21, выступая на правах аренды в клубе второго дивизиона АСИЛ. 10 августа 2021 года дебютировал за «Омонию» в матче 3-го отборочного раунда Лиги Европы УЕФА с эстонской «Флорой». 29 августа вновь был отдан в аренду в клуб «Кармиотисса», с которой стал победителем второго дивизиона в сезоне 2021/22. 31 августа 2022 года перешёл в клуб высшей лиги «Олимпиакос» Никосия, заключив контракт на один год с возможностью продления по схеме 3+1+1.

### Карьера в сборной
Выступал за юношеские и молодёжную сборные Кипра.

## Достижения
«Кармиотисса»
- Победитель второго дивизиона Кипра: 2021/22